# Cabrobó
Cabrobó es un municipio brasileño del estado de Pernambuco, localizada en el sertón del San Francisco. Está situado en la RIDE (Región Integrada de Desarrollo) polo Petrolina y Juazeiro. La Ciudad es el punto de partida del eje norte del Río San Francisco, y tiene la agricultura (productos como arroz y cebolla) como principal fuente de ingresos.
Administrativamente, el municipio está formado por el distrito sede y por los poblados de Aldea Indígena N. S. da Assunção, Ilha de Assunção, Mãe Rosa y Murici. Tiene una población estimada al 2020 de 34 503 habitantes.

## Historia
El origen del municipio de Cabrobó viene de 1762, cuando se creó una parroquia en una aldea indígena existente en la región, teniendo como primero vicario al padre Gonçalo Coelho de Lemos.
El Distrito fue creado a través de un permiso que data del 14 de noviembre de 1786 y fue decretado villa por la Ley Provincial nº 345, del 13 de mayo de 1854. A través de la Ley Provincial nº 597, del 7 de mayo de 1903, Cabrobó fue elevada a la categoría de ciudad. La Ley Provincial nº 1931, de 11 de septiembre de 1928, creó el Municipio, que fue instalado el 1 de enero de 1929. Su territorio pertenecía al antiguo municipio de Boa Vista (hoy Santa Maria da Boa Vista). Según registros históricos, inicialmente vivían en la región indios de las tribus Truká y Pancararus.
El nombre Cabrobó es de origen indígena y significa "árbol o grupo de buitres". Viene de "caa" - árbol y "orobó" - buitre.